# Compagnia di Sant'Anna dei Palafrenieri
La Compagnia di Sant'Anna dei Palafrenieri era un'antica confraternita di Firenze.

## Storia
La confraternita nacque nel 1673 (una delle meno antiche prima della Riforma di Pietro Leopoldo) come associazione religiosa corporativa degli staffieri e palafrenieri, ed ebbe come prima sede la chiesa di San Bartolomeo in via dei Calzaiuoli (oggi non più esistente dopo il Risanamento), poi la chiesa di San Ruffillo, nella "piazza dei Cavallari" dove già si erano trovate le stalle dei corrieri del Comune. Il riconoscimento ufficiale da parte dell'arcivescovo arrivò solo nel 1683 e poco tempo dopo, nel 1689, ebbero la loro ultima sede, di maggiore ampiezza, nella cappella di San Niccolò degli Acciaiuoli presso il chiostro Grande di Santa Maria Novella.
Si trattava di una confraternita notturna, che faceva le sue riunioni di preghiera ("tornate") di notte, e in ragione di questa sua natura venne autorizzata la creazione di un accesso diretta su via della Scala, senza bisogno di passare dal convento dei padri domenicani. Nel 1735 papa Clemente XII Corsini donò alla confraternita molte reliquie, fra cui il corpo intero di un "san Clemente Martire", già in Santa Maria de' Ricci, che venne posto presso l'altare maggiore della cappella. 
La ricorrenza principale per la Compagnia era la festa della santa patrona, il 26 luglio. Aveva come stemma un libro affiancato ai lati dalle lettere S e A, e in basso da una rosa con il gambo spinato al naturale. 
Fu soppressa con quasi tutte le confraternite fiorentine col motu proprio di Pietro Leopoldo del 1785, ma tuttavia fu ripristinata dal Real Consiglio di Reggenza nel 1790, senza tuttavia tornare in possesso del proprio oratorio. Si riunì allora nella chiesa di Santo Stefano al Ponte, poi nei sotterranei di San Lorenzo (dal 1792, nella sede della soppressa Compagnia del Preziosissimo Sangue di Gesù e poco dopo sotto la Cappella dei Principi). Sopravvisse così ancora per circa un secolo, finché nel primi decenni del XX secolo la scomparsa dei mestieri legata al cavallo, sempre meno usato come mezzo di trasporto e di lavoro, fece sparire anche la loro confraternita.